# Pisonia
Pisonia ist eine Pflanzengattung innerhalb der Familie der Wunderblumengewächse (Nyctaginaceae). Das Verbreitungsgebiet ist pantropisch. Auf einigen Pazifikinseln sind Pisonia-Bäume und -Sträucher die dominierenden Pflanzenarten. Als Zierpflanze verwendet wird die Art Pisonia umbellifera.

## Beschreibung

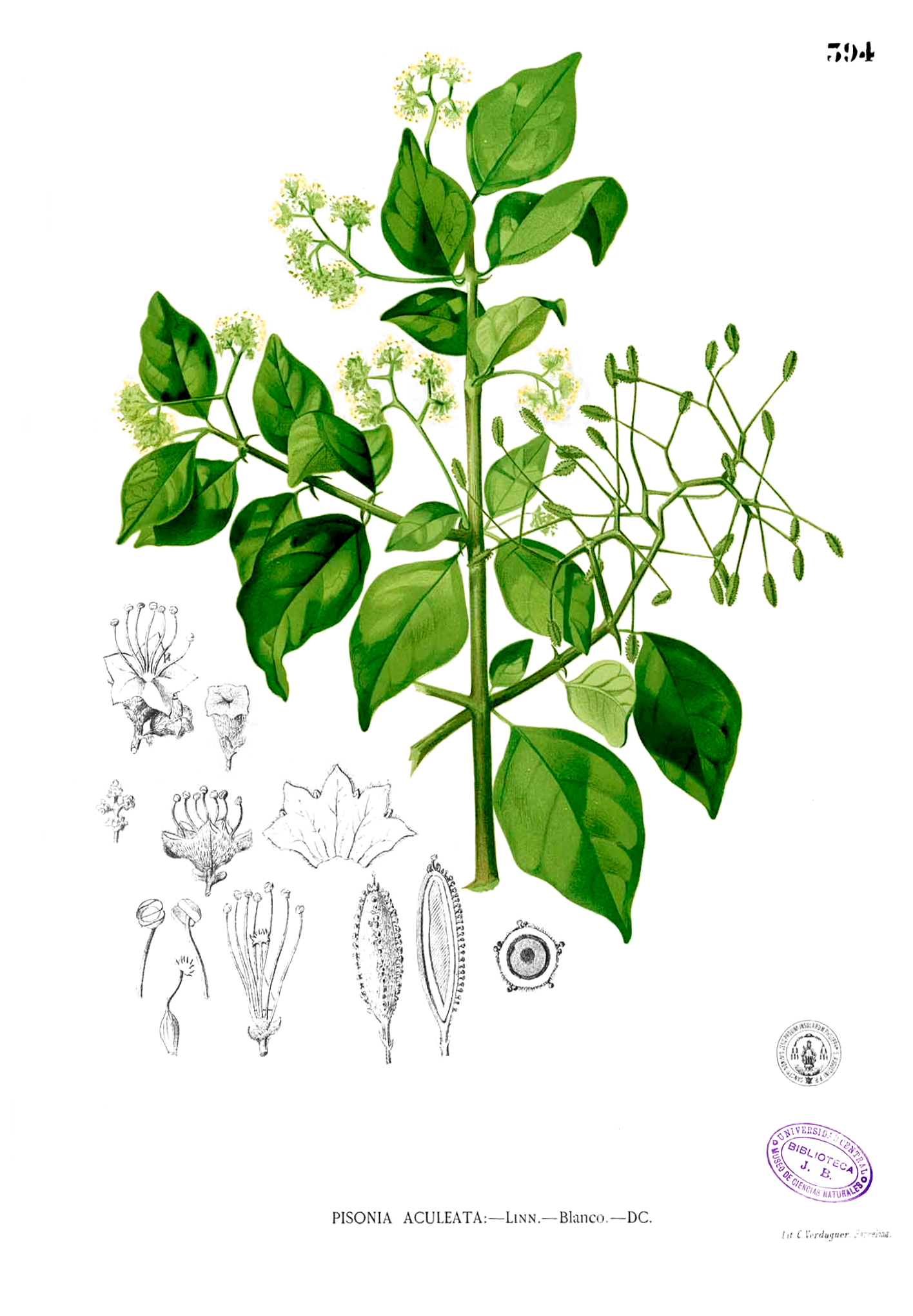
Illustration aus Blanco von Pisonia aculeata

### Vegetative Merkmale
Pisonia-Arten sind verholzende Pflanzen, Bäume und Sträucher, manchmal Lianen. Die Pflanzenteile sind meist behaart und einige Arten besitzen Dornen.
Die gegen- bis wechselständig angeordneten Laubblätter sind in Blattstiel und -spreite gegliedert. Die einfache Blattspreite ist ganzrandig. Die Nebenblätter fehlen.

### Generative Merkmale
Pisonia-Arten sind ein- bis zweihäusig oder polygam-monözisch oder -diözisch. Die seiten- oder endständigen, rispigen bis zymösen oder doldigen Blütenstände enthalten viele Blüten. Die meist funktionell eingeschlechtigen, manchmal zwittrigen Blüten sind radiärsymmetrisch und fünfzählig mit meist einfacher Blütenhülle. Das Perianth ist fünf- bis zehnteilig. Die männlichen Blüten enthalten wenige bis viele (meist 6–10), an der Basis oft verwachsene Staubblätter und es kann ein Pistillode vorhanden sein. Der manchmal gestielte Fruchtknoten mit einem Griffel und oft gelappter Narbe der weiblichen Blüten ist oberständig, es können Staminodien vorhanden sein. Es sind Nektarien vorhanden. Die Früchte, Achänen, sind klebrig und meist mehr oder weniger vom Perianth eingehüllt (Anthocarp). Sie sind einsamig. 

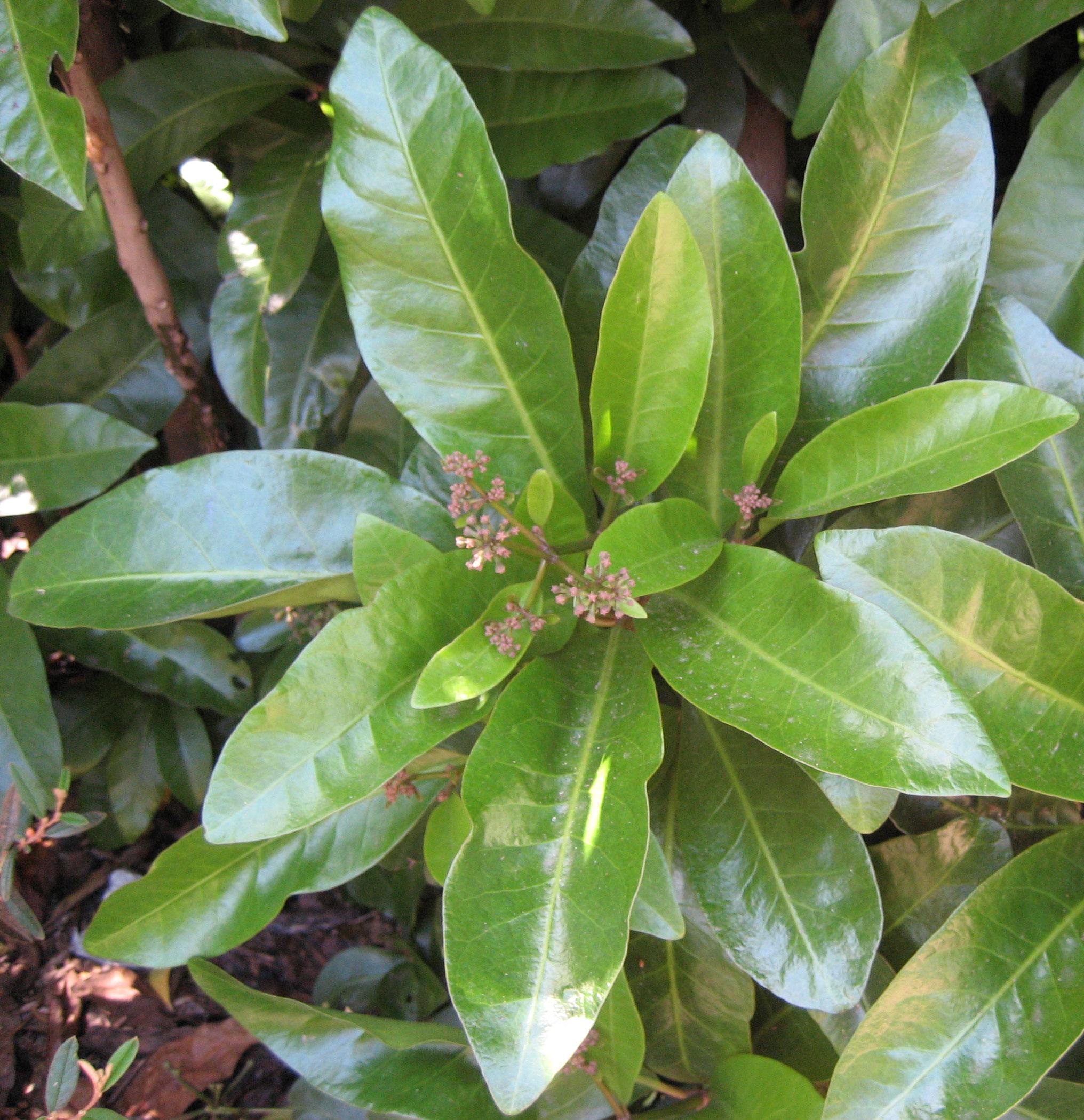
Laubblätter und Blütenstände von Pisonia brunoniana

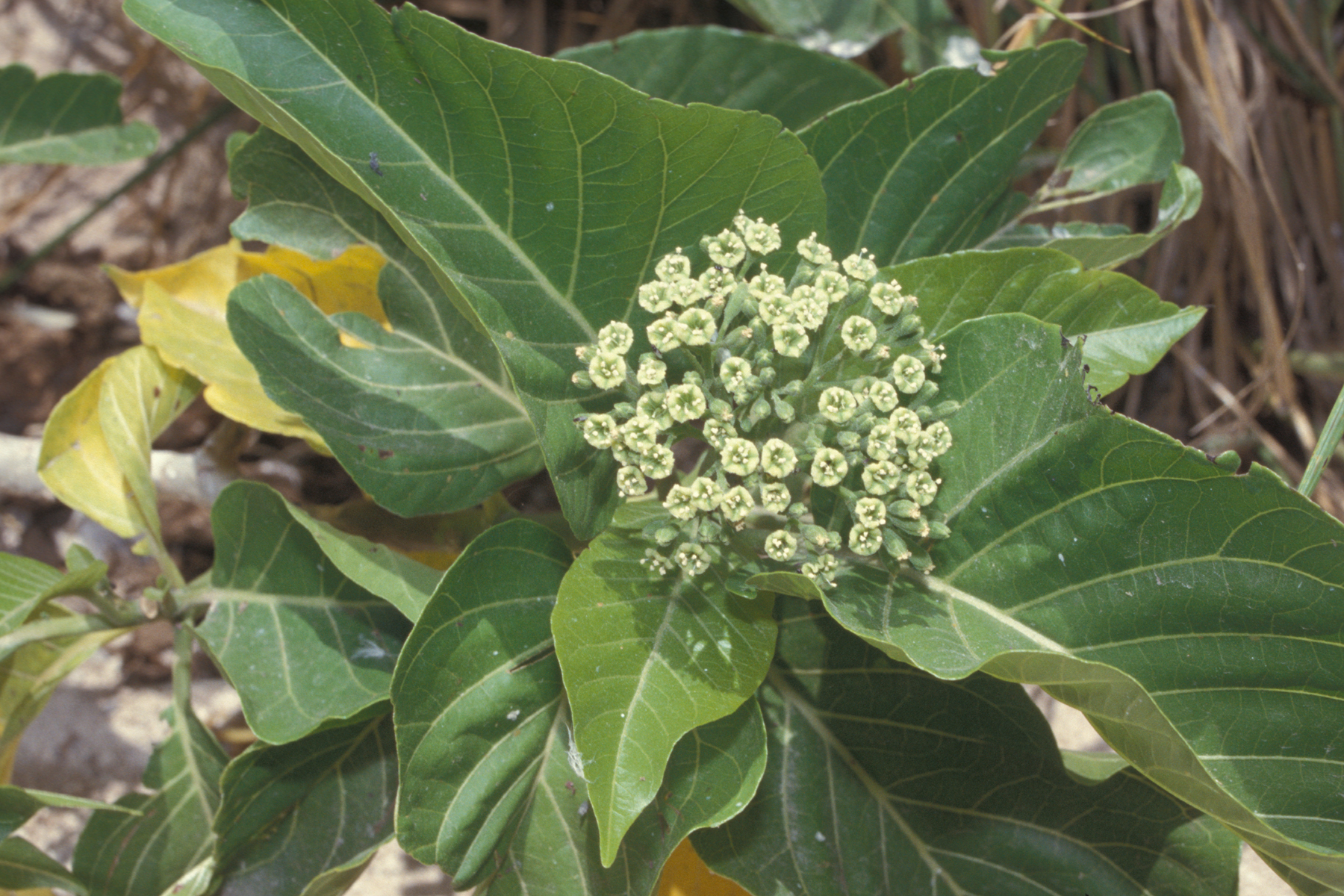
Laubblätter und Blütenstand von Pisonia grandis

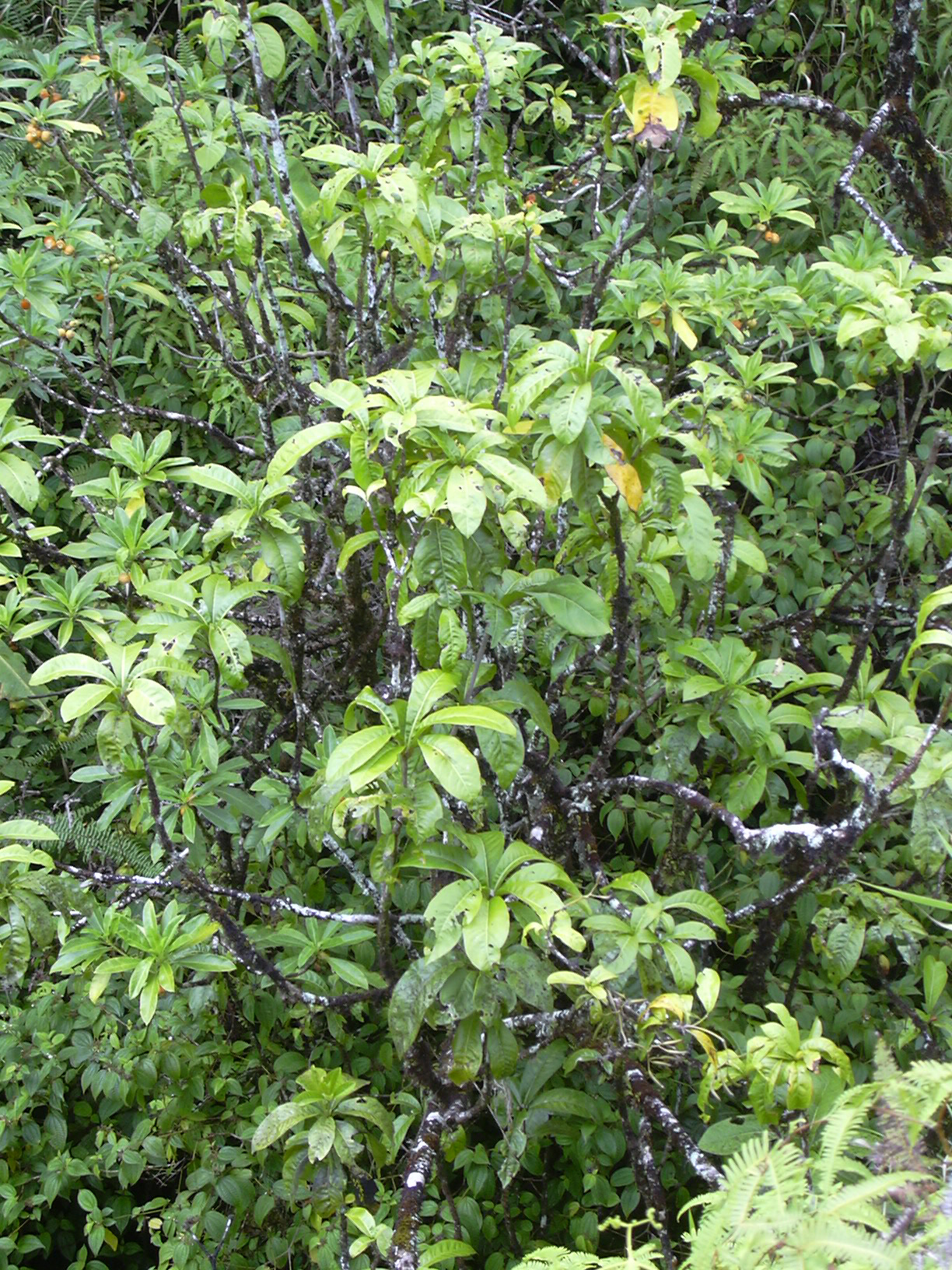
Habitus von Pisonia umbellifera

## Ökologie
Die Früchte einiger Pisonia-Arten sind stark klebrig. Dies führt zur Anheftung der Früchte an Vögel, die sich auf den Ästen der Bäume niederlassen (siehe Epizoochorie).

## Systematik, Botanische Geschichte und Verbreitung

### Botanische Geschichte und Taxonomie
Die Gattung Pisonia wurde 1703 durch Charles Plumier in Nova Plantarum Americanarum Genera auf S. 7 und Tafel 11 aufgestellt. Der Gattungsname Pisonia ehrt den Arzt und Botaniker Willem Piso. Die gültige Erstveröffentlichung der Gattung Pisonia wurde 1753 durch Carl von Linné in Species Plantarum Band 2, Seite 1026 aufgestellt. Als Lektotypusart wurde 1911 Pisonia aculeata L. durch Paul Carpenter Standley in Contributions from the United States National Herbarium. Smithsonian Institution, Band 13, Nummer 11, S. 386 festgelegt. Synonyme für Pisonia L. sind: Calpidia Thouars, Ceodes J.R.Forst. & G.Forst., Heimerlia Skottsb., Heimerliodendron Skottsb., Rockia Heimerl, Timeroya Benth. orth. var., Timeroyea Montrouz., Torrubia Vell., Torrukia Vell.

### Arten und ihre Verbreitung
Es gibt 15 bis 50 (10 bis 75) Pisonia-Arten (Auswahl):
- Pisonia aculeata L.: Sie ist von Florida sowie Texas über Mexiko und Karibische Inseln sowie Zentral- bis Südamerika verbreitet und kommt in Asien, Afrika, Australien sowie auf Inseln im Pazifik vor.[3]
- Pisonia albida (Heimerl) Britton
- Pisonia ambigua Heimerl (Syn.: Pisonia aculeata var. hirsutissima J.A.Schmidt): Sie kommt beispielsweise in Bolivien, Paraguay und im südöstlichen bis südlichen Brasilien vor.[4]
- Pisonia brunoniana Endl.
- Pisonia capitata (S.Watson) Standl.: Sie kommt in Arizona und im nordwestlichen Mexiko vor.[3]
- Pisonia excelsa Blume
- Pisonia floridana Britton
- Pisonia grandis R.Br. (Syn.: Pisonia alba Spanoghe, Pisonia morindaefolia Roxb. ex Wight): Sie kommt vom mittleren Ostafrika, Madagaskar, bis nach Indien, Malaysia, Indonesien, zu den Philippinen, Taiwan, im östlichen Australien, Neuguinea bis nach Polynesien vor.[2]
- Pisonia rotundata Griseb.: Sie kommt in Florida und auf Inseln in der Karibik vor.[3]
- Pisonia sandwicensis Hillebr.
- Pisonia subcordata Sw.
- Pisonia umbellifera (J.R.Forst. & G.Forst.) Seem.: Sie kommt in Hainan, im südlichen Taiwan, in Malaysia, Thailand, Vietnam, Indonesien, auf den Andamanen, Philippinen, in Australien, Madagaskar und in Hawaii vor.[5]
- Pisonia wagneriana Fosberg
- Pisonia zapallo Griseb.: Sie kommt in den brasilianischen Bundesstaaten Mato Grosso do Sul sowie Mato Grosso,[4] Argentinien, Paraguay und Bolivien vor.[2]